# Fiat G.91
Fiat G.91 là một loại máy bay tiêm kích phản lực của Ý. Đây là loại máy bay chiến thắng trong cuộc cạnh tranh trở thành máy bay tiêu chuẩn của không quân đồng minh khối NATO năm 1953.

## Biến thể

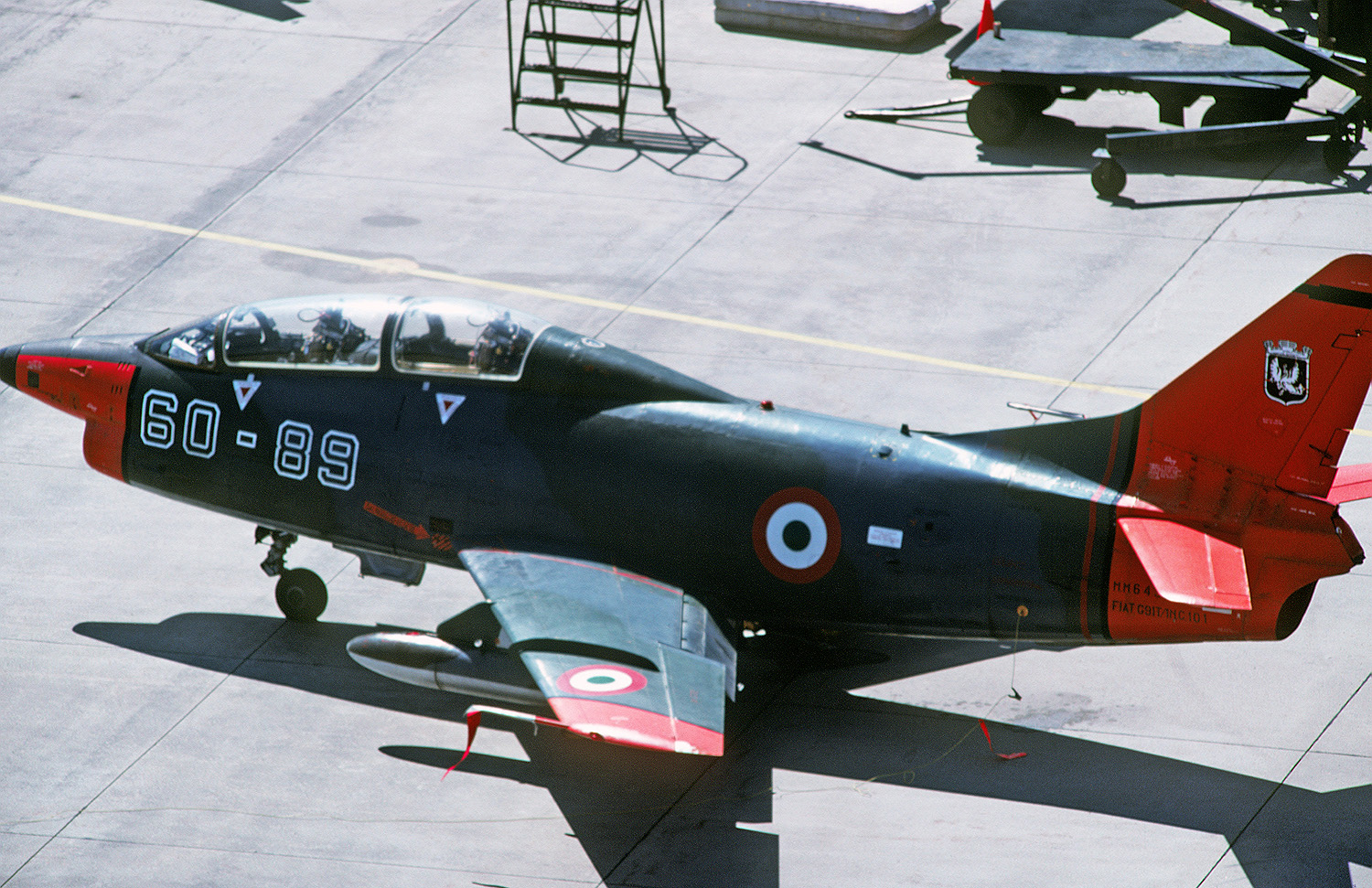
Một chiếc Fiat G.91T huấn luyện của Ý thuộc đơn vị 60° Stormo (Liên đoàn 60) tại Căn cứ không quân Bitburg năm 1988.

- G.91
- G.91R/1
- G.91R/1A
- G.91R/1B
- G.91R/3
- G.91R/4
- G.91T/1
- G.91T/3
- G.91PAN

## Quốc gia sử dụng

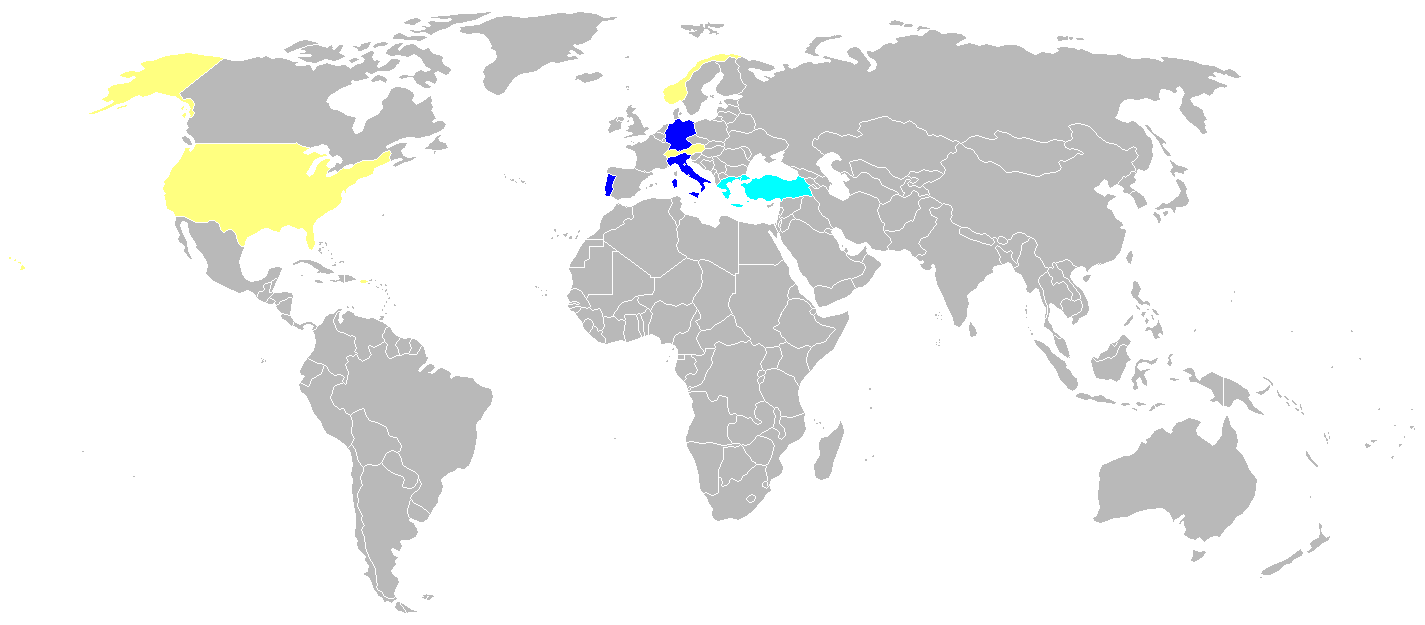

Đức
- Không quân Đức (Luftwaffe)
  - Aufklärungsgeschwader 53
  - Aufklärungsgeschwader 54
  - Erprobungstelle 61
  - Leichtes Kampfgeschwader 41
  - Leichtes Kampfgeschwader 42
  - Leichtes Kampfgeschwader 43
  - Leichtes Kampfgeschwader 44
  - Waffenschule 50

 Hy Lạp
- Không quân Hy Lạp

 Ý
- Không quân Ý
  - Frecce Tricolori

 Bồ Đào Nha
- Không quân Bồ Đào Nha (1966–1993)

 Hoa Kỳ
- Lục quân Hoa Kỳ
- Không quân Hoa Kỳ

## Tính năng kỹ chiến thuật (G.91R)
Đặc điểm tổng quát
- Tổ lái: 1
- Chiều dài: 10,3 m (33 ft 9 in)
- Sải cánh: 8,56 m (28 ft 1 in)
- Chiều cao: 4 m (13 ft 1 in)
- Diện tích cánh: 16,4 m² (177 ft²)
- Trọng lượng rỗng: 3.100 kg (6.830 lb)
- Trọng lượng có tải: 5.440 kg (11.990 lb)
- Trọng lượng cất cánh tối đa: 5.500 kg (12.100 lb)
- Động cơ: 1 × Bristol Siddeley Orpheus 803 , 22,2 kN (5.000 lbf)

 Hiệu suất bay 
- Vận tốc cực đại: 1.075 km/h (580 kn, 668 mph)
- Tầm bay: 1.150 km (621 hải lý, 715 mi)
- Trần bay: 13.100 m (43.000 ft)
- Vận tốc leo cao: 30 m/s (6.000 ft/phút)
- Tải trên cánh: 331 kg/m² (67,8 lb/ft²)
- Lực đẩy/trọng lượng: 0,42

Trang bị vũ khí

- Súng: 
4× súng máy M2 Browning 12,7 mm (0.50 in); hoặc
2× pháo DEFA 30 mm (1.18 in) (Luftwaffe chỉ cho G.91R/3)

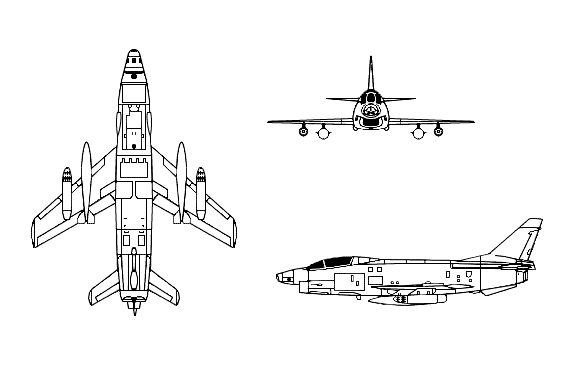

- Giá treo vũ khí: 4× dưới cánh, treo được tối đa 1.814 kg/4.000 lb đối với G.91Y, 680 kg/1.500 lb đối với G.91R/3 & R/4 và 500 kg/1.100 lb đối với G.91R/1
- Rocket: 
2× thùng rocket Matra (mỗi thùng chứa 19× rocket SNEB 68 mm); hoặc
18× rocket Hispano SURA R80 80 mm[1]
- Bom: Nhiều loại bom khác nhau